# Gennaro Sardo
Gennaro Sardo (Pozzuoli, 8 de maio de 1979) é um futebolista profissional italiano, atua como defensor atualmente defende o ChievoVerona.
Após rodar varias equipes de divisões inferiores italiana, estréia na Serie A italiana em 2006, com a malha do Catania da Sicilia, em 2009 é transferido para o ChievoVerona, em empréstimo, Sardo foi autor do gol da vitória contra a Juventus, no 1 a 0, em 17 de janeiro de 2010, no Bentegodi.